# Hans Jensen Bjerregaard
Hans Jensen Bjerregaard (1728 i Gentofte – 1781) var en dansk bonde, søn af en fæstebonde i Gentofte. Han var far til Hans Bjerregaard.
I 1750 fik han Bjerregaard under Gentofte Gods i fæste, og da dette gods 1761 overdrogs J.H.E. Bernstorff, lod denne jorderne udskifte af fællesskabet og gårdene udflytte. Hans Jensen Bjerregaard blev den første udflytterbonde i Danmark (1766).
Han var en begavet og for sin tid meget oplyst bonde, der ydede fortræffelig hjælp ved udskiftningen og udflytningen på Gentofte Gods og udbredte sine anskuelser om disse forbedringer blandt sine standsfæller ved et lille skrift.